# Alceni Guerra
Alceni Ângelo Guerra GOMM (Soledade, 11 de julho de 1945) é um médico e político brasileiro filiado ao PSD, desde sua fundação, em 2011. Foi ministro da Saúde durante o governo Collor. Pelo Paraná, foi deputado federal por três mandatos e secretário da Casa Civil durante o governo Jaime Lerner, além de prefeito de Pato Branco e secretário de Planejamento da capital Curitiba durante o mandato de Beto Richa. Pelo Distrito Federal, foi também secretário da Educação Integral durante o governo José Arruda.
Médico pediatra formado pela Universidade Federal do Paraná, foi ministro da Saúde no governo Fernando Collor de Mello, de 15 de março de 1990 a 23 de janeiro de 1992. Envolvido em um escândalo fomentado pela Rede Globo sobre a aquisição de bicicletas supostamente superfaturadas pelo Ministério, foi exonerado. Foi totalmente inocentado anos depois. Foi premiado pela Unicef em razão dos Centros Integrados de Atendimento à Criança (Ciacs), projeto que virou referência de esforço pela vacinação infantil para outros países.
Em 1996 foi eleito pelo PFL prefeito de Pato Branco, cidade em que sua família se estabeleceu desde os anos 1950. Retornaria a Câmara dos Deputados nas eleições do Paraná de 2006.

## Vida pessoal
Alceni é filho de Prosdócimo Guerra e de Adele Fumagalli Guerra. Ele possui dois irmãos que também seguiram carreira política: Waldir Guerra, que foi deputado federal pelo estado do Mato Grosso do Sul ente os anos de 1991 e 1995 e Ivânio Guerra, deputado federal do Paraná, nos mesmos anos que o anterior.
É casado com Ângela Jocélia Pacheco dos Santos Lima Guerra. O casal possui quatro filhos: Guilherme, Pedro, Maria Pia e Ana Sofia. Alceni ainda tem um filho do primeiro casamento chamado Henrique.

## Educação e Carreira
Guerra ingressou na Faculdade de Medicina da Universidade Federal do Paraná e se formou em 1972. Dois anos depois se especializou em pediatria pela mesma universidade. Em 1975, realizou um curso de aperfeiçoamento em Crescimento e Desenvolvimento pela Universidade de Buenos Aires, na Argentina. Ainda durante sua graduação, foi chefe dos médicos residentes do Hospital de Clinicas do Paraná.
Ao longo de sua carreira de médico, Alceni Guerra atuou em várias instituições de saúde, por exemplo, como presidente da Associação Médica do Paraná, em 1976, e como chefe do Serviço de Medicina Social da agência da Previdência Social de Pato Branco (PR) entre os anos de 1976 e 1979.
Fora da carreira na medicina, o político também atuou como empresário investindo em terras também em Pato Branco (PR) onde se tornou diretor-proprietário da Cooperativa Agropecuária Guarani na mesma cidade. Seu envolvimento no assunto o levou a participar como suplente da comissão permanente da Agricultura e Política Rural entre os anos de 1983 e 1987.
Em meados dos anos de 1980, Alceni Guerra descobriu casos de corrupção administrativas no Instituto Nacional de Assistência Médica da Previdência e fechou diversas unidades hospitalares no Paraná. O evento ficou conhecido como o Escândalo do INAMPS.
Sua primeira atuação em cargo público foi como deputado federal, eleito em novembro de 1982 com filiação ao Partido Democrático Social (PDS). Alceni Guerra votou a favor da emenda Dante de Oliveira que exigia eleições diretas para presidente do Brasil, porém a emenda foi derrota obtendo poucos votos. Em 1985, o político filiou-se ao Partido da Frente Liberal (PFL) se tornando parte da Aliança Democrática que apoiava Tancredo Neves para a presidência. Tancredo, na época, era governador do estado de Minas Gerais.
Guerra foi o primeiro vice-líder do partido PFL e focou em temas da saúde pública. Um dos seus maiores trabalhos como deputado foi na luta para a aprovação da licença-paternidade.
Nas eleições presidenciais de 1989, Alceni fez parte do sistema de fiscalização e apuração de votos do candidato Fernando Collor, do Partido da Reconstrução Nacional (PRN). No governo Collor, ele assumiu o Ministério da Saúde e o Ministério da Criança onde implementou o projeto Centros Integrados de Apoio à Criança (CIACs), criou programas de multivacinação e nacionalizou a atuação dos agentes comunitários de saúde. Por conta desses trabalhos, Guerra recebeu prêmio do Fundo das Nações Unidas para a Infância (Unicef). Em agosto de 1990, como ministro, Guerra foi admitido por Collor à Ordem do Mérito Militar no grau de Grande-Oficial especial.
Durante seus anos nos ministérios, ele tinha um orçamento anual de mais de 30 bilhões de dólares e se tornou tão popular a ponto de ser o nome mais forte para suceder Collor na presidência. O ministro foi investigado por 30 casos de suspeita de irregularidades. Dois meses após as denúncias, ele deixou o Ministério da Saúde em 1992. Sua saída fez parte de uma reorganização do Governo Collor.
Após absolvido dos casos de corrupção, Alceni se candidatou à prefeitura de Pato Branco, em 1996. Como prefeito, ele investiu muito em educação deixando como legado 104 cursos de ensino superior. Guerra também criou um Parque Tecnológico para a cidade contribuindo para o crescimento em investimento de empresas que causou grande impacto na realidade econômica da cidade, além de torná-la um centro importante de tecnologia do Paraná. Ele ficou no cargo até 2000 com alto índice de aprovação.
Durante sua prefeitura em Pato Branco, Alceni Guerra foi nomeado, pelo governo de Fernando Henrique Cardoso , membro do Conselho Nacional de Seguridade Social e membro permanente das Câmaras Setoriais da Indústria Brasileira de Elétrica, Eletrônica e do Setor de Telecomunicações. Ainda, novamente foi envolvido em casos de suspeitas de irregularidades, mas por falta de evidências eles foram fechados.
Após sair da prefeitura de Pato Branco, Guerra assumiu a Secretaria da Casa Civil, ficando no cargo até 2002. Nesta posição foi contra a privatização da Companhia Paranaense de Energia (Copel), mas o projeto foi derrotado.
Em 2003, Alceni foi nomeado presidente do Instituto de Tecnologia para o Desenvolvimento (Lactec). No ano seguinte, ele mudou de cargo para apoiar o governador de Sergipe, João Alves, na implementação do Conselho Administrativo da Sergipe Parque Tecnológico (SergipeTec).
Em 2006, ele voltou para o Paraná e foi eleito deputado federal pelo estado. Renunciou de suas responsabilidades de deputado para assumir o posto de secretário de estado Extraordinário de Educação Integral do governo do Distrito Federal até 2008. Depois voltou ao cargo de deputado e foi eleito vice-líder do Democratas (antigo PFL) na Câmara dos Deputados. Deixou novamente da câmara para se tornar secretário Extraordinário de Planejamento e Coordenação Política, mas no mesmo ano voltou as suas funções de deputado.

## Caso das bicicletas
Durante sua liderança no Ministério, Alceni Guerra foi acusado de comprar 23.500 bicicletas superfaturadas que seriam dadas para funcionários públicos da saúde de todo o país na campanha do combate a dengue. As acusações começaram a partir de denúncias feitas no jornal Correio Braziliense e ganharam força ao serem sistematicamente divulgadas no Jornal Nacional da Rede Globo. Ele respondeu às acusações e foi comprovado um "erro" da imprensa. A Procuradoria-Geral da República, em 1994, decidiu fechar o inquérito por falta de provas após 8 meses de investigação da Polícia Federal.

## Coritiba Foot Ball Club
Em 2015, Alceni Guerra assumiu a vice-presidência do Coritiba Foot Ball Club. Em 2017, ele liderou o projeto de construção do novo estádio do time em vez de arcar com custos de reformas. A proposta de Guerra era criar uma nova arena com capacidade para 40 mil pessoas e teto retrátil, tudo isso com investimento de terceiros incluindo estrangeiros. O projeto da nova arena foi aprovado pela prefeitura municipal, mas com a mudança da presidência do time não houve continuação para a construção da nova casa.
Atualmente, Alceni faz parte do Conselho Geral e não pretende voltar para a presidência do clube.